# Nuoto sincronizzato ai campionati europei di nuoto 2016 - Duo (programma libero)
La competizione di nuoto sincronizzato - Duo libero dei Campionati europei di nuoto 2016 si è svolta il 10 e l'11 maggio 2016 presso il London Aquatics Centre di Londra. Il 10 maggio si è disputato il turno eliminatorio cui hanno partecipato 15 coppie di atlete. Le 12 migliori classificate hanno disputato la fase finale il giorno successivo.

## Medaglie
| Posizione | Atlete                             | Paese   |
| --------- | ---------------------------------- | ------- |
| Oro       | Natal'ja Iščenko Svetlana Romašina | Russia  |
| Argento   | Lolita Ananasova Anna Vološyna     | Ucraina |
| Bronzo    | Linda Cerruti Costanza Ferro       | Italia  |

## Risultati
In verde sono denotate le finaliste.
| Posizione | Atlete                                  | Nazionalità | Preliminare | Preliminare | Finale  | Finale    |
| Posizione | Atlete                                  | Nazionalità | Punti       | Posizione   | Punti   | Posizione |
| --------- | --------------------------------------- | ----------- | ----------- | ----------- | ------- | --------- |
|           | Natal'ja Iščenko Svetlana Romašina      | Russia      | 96.4667     | 1           | 96.9000 | 1         |
|           | Lolita Ananasova Anna Vološyna          | Ucraina     | 92.2000     | 2           | 93.3333 | 2         |
|           | Linda Cerruti Costanza Ferro            | Italia      | 90.5333     | 3           | 91.2667 | 3         |
| 4         | Laura Augé Margaux Chretien             | Francia     | 85.6667     | 4           | 86.2000 | 4         |
| 5         | Eirini Alexandri Anna Alexandri         | Austria     | 85.4333     | 5           | 85.9000 | 5         |
| 6         | Sascia Kraus Sophie Giger               | Svizzera    | 83.0333     | 6           | 84.2667 | 6         |
| 7         | Soňa Bernardová Alžběta Dufková         | Rep. Ceca   | 81.9667     | 7           | 82.1333 | 7         |
| 8         | Olivia Allison-Federici Katie Clark     | Regno Unito | 79.7333     | 9           | 81.4333 | 8         |
| 9         | Anastasia Gloushkov Ievgeniia Tetelbaum | Israele     | 80.6667     | 8           | 80.8667 | 9         |
| 10        | Defne Bakırcı Mısra Gündeş              | Turchia     | 76.5333     | 10          | 77.2333 | 10        |
| 11        | Mia Šestan Rebecca Domika               | Croazia     | 73.8667     | 12          | 75.8000 | 11        |
| 12        | Wiebke Jeske Inken Jeske                | Germania    | 74.8667     | 11          | 74.9333 | 12        |
| 13        | Hristina Damyanova Zlatina Dimitrova    | Bulgaria    | 71.8667     | 13          |         |           |
| 14        | Nevena Dimitrijević Jana Pudar          | Serbia      | 70.0667     | 14          |         |           |
| 15        | Cheila Vieira Maria Gonçalves           | Portogallo  | 69.0667     | 15          |         |           |